# King Mortone
La King Mortone est un modèle de contrebasse fabriqué par H. N. White Company, une entreprise de facture d'instruments de musique fondée aux États-Unis en 1893 par Henderson N. White.

## Histoire
La première contrebasse "King Mortone" est apparue en 1934, lorsque H. N. White a décidé de fabriquer une contrebasse à cordes avec le même soin et la même attention que pour la fabrication d'une contrebasse à vent en cuivre. Les tables de la contrebasse ont été fabriquées à partir du meilleur épicéa à grain droit, avec une qualité de grain très proche, tandis que le reste de l'instrument a été fabriqué en érable madré. Chaque contrebasse était équipée d'un mécanisme de clé à engrenage amélioré, garantissant une rigidité et un accordage sensible. La maison H. N. White Company affirmait que « chaque contrebasse à cordes King a un plus grand volume de son et porte les vibrations sur une plus longue période de temps, que toute autre contrebasse à cordes... ». Pendant la Seconde Guerre mondiale, la production s'est arrêtée, mais à ce moment-là, environ 1200 contrebasses avaient été fabriquées. En 1946, la production a repris et s'est poursuivie régulièrement jusqu'en 1965, lorsque le département des instruments à cordes de H. N. White a été vendu à Kay Double Basses (KDB) (en). À ce moment-là, environ 5000 contrebasses avaient été fabriquées. Lorsque Kay a pris le contrôle de King Mortone Basses, ils ont arrêté la production et utilisé les usines pour fabriquer des contrebasses Kay Double Basses.

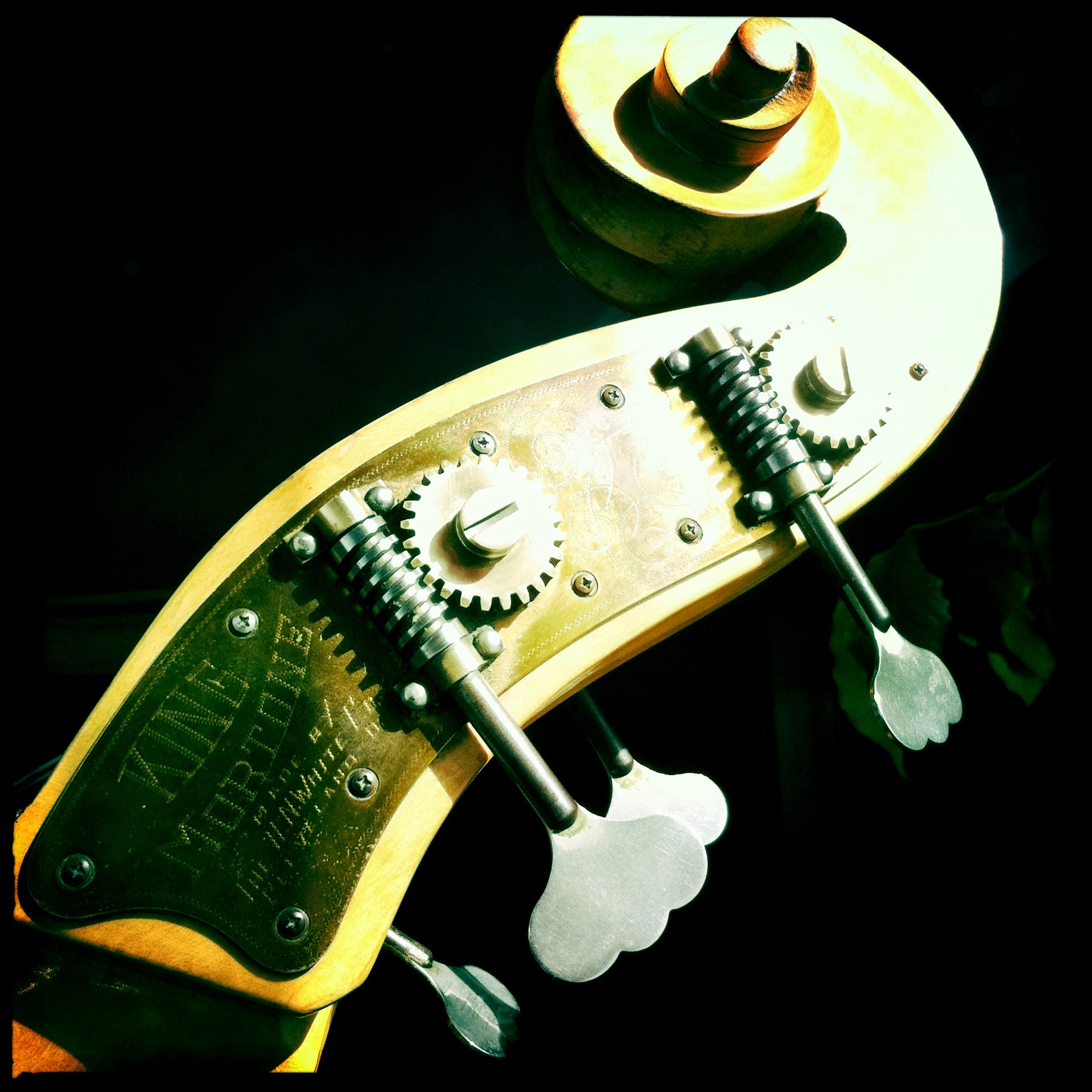
Colonne de tête de la King Mortone de 1957 montrant les mécaniques d'accordage à plaques de laiton gravées.

Comme pour les contrebasses American Standard également fabriquées par H. N. White, les contrebasses King Mortone ont une mensure (longueur d'échelle) plus longue que d'habitude, soit environ 5 cm de plus que la plupart des contrebasses de taille 3⁄4. Cela les rend un peu plus difficiles à jouer pour certains musiciens, bien que ce soit un élément clé du son caractéristique de ces contrebasses.
Les contrebasses "King Mortone" sont souvent considérées comme les meilleures contrebasses pour le jazz à avoir été fabriquées spécialement pour le style de jeu de slap.

## Reprise du nom King Mortone

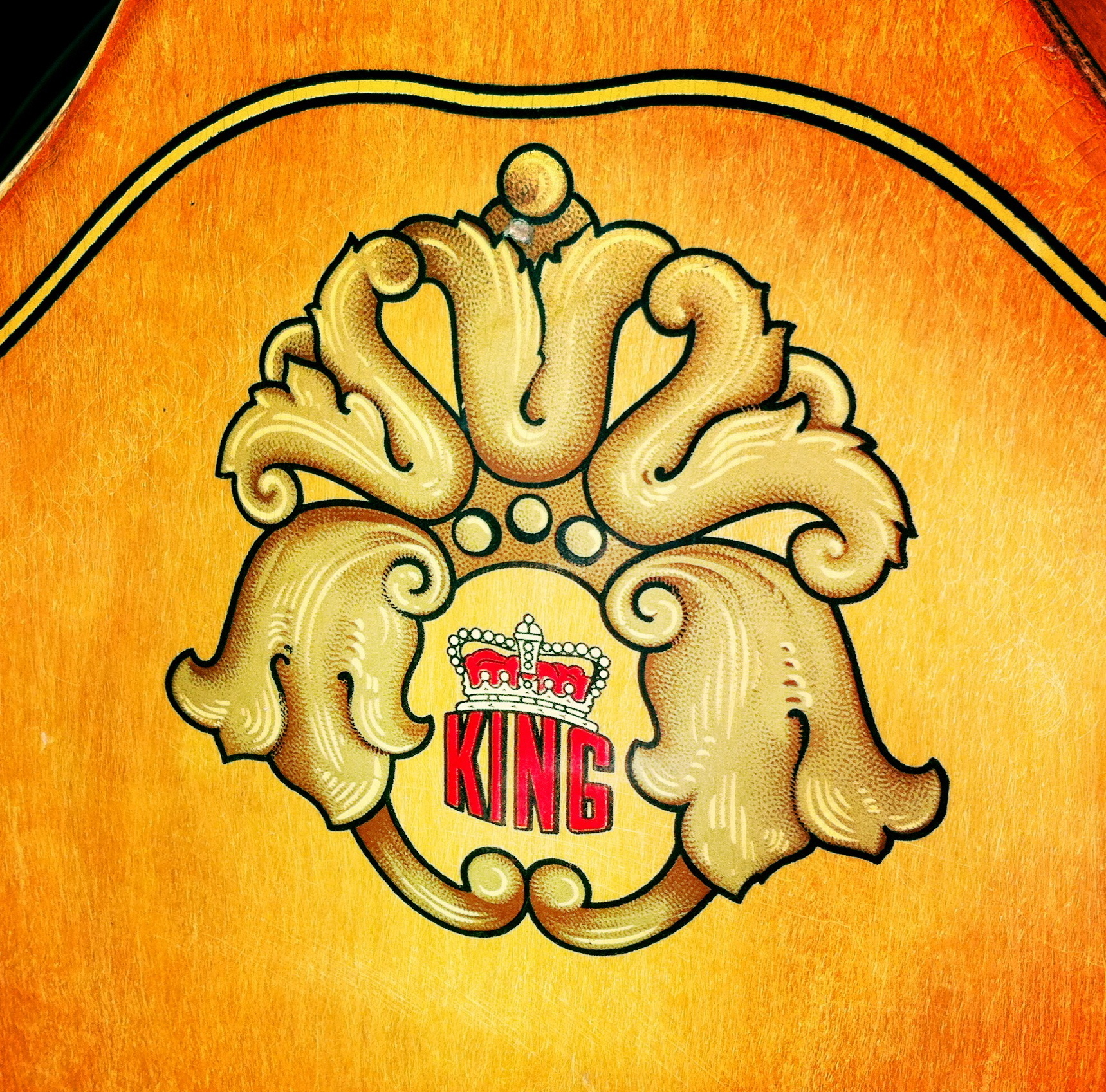
L'autocollant du logo King Mortone (à l'arrière) et les faux filets.

Les contrebasses King fabriquées à l'origine par H. N. White n'ont aucun rapport avec les dernières contrebasses King fabriquées par KDB à Huntington Beach, Californie. La construction, la taille et les finitions diffèrent toutes de manière significative, les contrebasses Mortone étant de grande taille (plus proche de 7⁄8 que de 3⁄4) avec des épaules bulbeuses et des coins de violon, et les contrebasses KDB ayant des épaules fines avec des coins de type "Gamba". KDB n'a jamais revendiqué un quelconque lien avec les contrebasses produites pour la H. N. White Company. De plus, étant donné que Kay possédait les droits sur le nom King Mortone, il serait maintenant la propriété d'Engelhardt Link, qui produit des contrebasses selon les modèles Kay en utilisant les mêmes désignations de modèles que Kay sous le nom Engelhardt. KDB produit des contrebasses aux États-Unis et en Chine et vise principalement les marchés du rockabilly et du psychobilly.

## Modèles
Les contrebasses "King Mortone" originales étaient toutes du même modèle, et proposées en deux finitions : la finition standard sunburst et la finition blonde, moins courante.

## Musiciens notables
- Willie Dixon